# Chichahua stygiana
Chichahua stygiana är en insektsart som beskrevs av Young 1977. Chichahua stygiana ingår i släktet Chichahua och familjen dvärgstritar. Inga underarter finns listade i Catalogue of Life.